# Grong (gemeente)
Grong is een gemeente in de Noorse provincie Trøndelag. De gemeente telde 2467 inwoners in januari 2017.

## Plaatsen in de gemeente
- Åkvisla
- Bergsmoen
- Bjørgan
- Fiskem
- Formo
- Formofoss
- Gartland
- Grong (plaats)
- Grovin
- Hallgotto
- Harran
- Homo
- Jørem
- Leir
- Leksås
- Medjå
- Moa
- Øyem
- Rosten
- Sklett
- Valdskrå

Åfjord · Flatanger · Frosta · Frøya · Grong · Heim · Hitra · Holtålen · Høylandet · Inderøy · Indre Fosen · Leka · Levanger · Lierne · Malvik ·  Melhus · Meråker · Midtre Gauldal · Nærøysund · Namsos · Namsskogan · Oppdal · Orkland · Ørland · Osen · Overhalla · Rennebu · Rindal · Røros · Røyrvik · Selbu · Skaun · Snåsa · Steinkjer · Stjørdal · Trondheim · Tydal · Verdal

Fylker van Noorwegen